# حسن ابوالقاسمی
حسن ابوالقاسمی (زاده ۱۳۴۱ قم) پزشک ایرانی، استاد تمام و متخصص کودکان است. وی دارای مدرک فوق تخصص خون و سرطان کودکان و دبیر بورد این رشته می‌باشد. ابوالقاسمی مؤسس انجمن خون و سرطان کودکان و رئیس این انجمن می‌باشد و مقالات و تألیفات زیادی به زبان انگلیسی و فارسی دارد و از افراد شناخته شده و فعال بین‌المللی در زمینه خون و صنعت پلاسماست. او از سال‌ ۱۳۹۰ تا ۱۳۹۲ رئیس دانشگاه علوم پزشکی شهید بهشتی و از سال ۱۳۸۴ تا ۱۳۹۰ مدیرعامل سازمان انتقال خون ایران بود. وی از سال ۱۳۹۹ رئیس دانشگاه علوم پزشکی بقیةالله است.